# Home (Britse band)
Home was een Britse rockband uit Londen. De muziekgroep bestond van 1970 tot en met 1974.
De band had als leden Laurie Wisefield (later van Wishbone Ash) en Cliff Williams (later van AC/DC). Het belangrijkste voor de band was echter de zanger Mick Stubbs, die voor de meeste liedjes zorgdroeg. 
Home ontstond deels uit Sugar waarin Wisefield en Williams speelden. Wisefield kende Stubbs al en na het opbreken van Sugar werd Stubbs ingeschakeld. De band met Mick Cook achter de drums, mocht van Decca Records hun eerste album opnemen in de geluidsstudio van Decca. Decca betaalde ook voor die opnamen, maar Columbia Records kaapte de band met hun eerste album weg. De muziekproducent Mel Baister had net Man begeleid in hun albums en nam Clive John mee voor de toetsinstrumenten. De band kreeg goede kritieken, maar verkocht nauwelijks. Ze mochten wel spelen in het voorprogramma van concerten van bijvoorbeeld Led Zeppelin. Een tweede en derde album volgden, maar (groot) succes bleef uit en de band hief zich in 1974 op. Behalve Stubbs speelden de leden enige tijd als de begeleidingsband van Al Stewart, echter voordat hij doorbrak.

## Leden
- Mick Stubbs: zong nog enige tijd in Paradise, schreef mee aan liedjes van onder meer Lulu, is overleden
- Laurie Wisefield: gitaar, vertrok naar Wishbone Ash als vervanger van Ted Turner
- Cliff Williams, basgitaar, vertrok naar Bandit
- Mick Cook, slagwerk, vertrok naar Groundhogs en Gonzales, is overleden in 1996

## Discografie
- 1971: Pause for a hoarse horse
- 1972: Home
- 1973: The alchemist

De opnamen van een vierde album bleven op de plank liggen, ook toen bovenstaande drie een heruitgave kregen in 2011. 